# マーグレット・レイ
マーグレット・エリザベス・レイ（英語: Margret Elizabeth Rey、1906年5月16日 - 1996年12月21日）は、児童向け絵本シリーズの『ひとまねこざる』（おさるのジョージ）で最も知られる女性作家、イラストレーター。『ひとまねこざる』シリーズは1939 - 66年にかけて夫のH・A・レイ（ハンス・アウグスト・レイ）とともに創作した。

## 生涯
マーグレット・エリーザベト・ヴァルトシュタインは、1906年にハンブルクで生まれた。。マーグレットの父はドイツ帝国議会の一員であった。彼女はデュッセルドルフ美術アカデミー（デッサウのバウハウス）とミュンヘン大学で学び、後に広告会社で働いた。1935年、マーグレットはハンブルク出身のH・A・レイ（本名はハンス・アウグスト・ライアースバッハ。ユダヤ人のセールスマン。家族で付き合いがあった）に会うために、ブラジルのリオデジャネイロへ向けてドイツを去った。。マーガレットとハンスは1936年に結婚し、1936年にフランスのパリへ移住した。。
パリ生活中、夫のハンスが描いた動物の絵がフランスの出版社の目に留まり、彼に児童向けの本を書くように依頼した。この結果、知名度は高くないが、『きりんのセシリーと9ひきのさるたち』が完成した。その作品中のキャラクターの、かわいらしくて腕白なおさるの「ジョージ」を、マーグレット夫妻は本にしようと考え、これは成功した（『ひとまねこざる』）。
しかし、マーグレット夫妻の創作活動は第二次世界大戦の勃発に伴って妨げられてしまった。ユダヤ人として、マーグレット夫妻はパリがナチス・ドイツの手に落ちるまでにパリを離れることにした。 夫のハンスが2台の自転車を組み立て、パリ陥落の数時間前にパリを脱出した。少ない手持ちの品々の中でも、マーグレット夫妻は『ひとまねこざる』の原画を手放さずにいた。
マーグレット夫妻は放浪の後にスペインの国境付近まで辿り着き、現地でリスボンへ向かう汽車のチケットを買った。マーグレット夫妻はリスボンから2人が5年前に出会ったブラジルへ戻ったが、今回は一行はニューヨークへ赴いた。2人の本は1941年にホートン・ミフリン社から出版されたが、当時の技量的事情により、本の内容をいくらか変更しなければいけなかった。マーグレット夫妻はもとより水彩画で絵本を描こうとしていたが、夫妻は色の分離を担当していたので、夫のハンスはカートゥーン風の絵柄に変更し、これは各々の本でも続いた（元の水彩画で描かれた"コレクターズ・エディション"は1998年に発売された）。。
『ひとまねこざる』は瞬く間に成功し、マーグレット夫妻は"おさるのジョージ"と彼の友達の"きいろいぼうしのおじさん"の冒険をもっと製作してほしいと依頼された。マーグレット夫妻は合計で7作を製作した。夫のハンスは主にイラストを、マーグレットはストーリーを書いていたが、製作のどの段階でも両者はお互いの役割を共有することを容認していた。しかし、最初期はマーグレットの名前は表紙には掲載されておらず、表面的な理由は、児童向け絵本を製作している女性作家は既にたくさんいたからだった。後の編集によってこれは解消され、現在では彼女の担当とフルネームがクレジットされている。
マーグレット夫妻は1963年にマサチューセッツ州ケンブリッジのハーバード・スクウェア近くの家へ転居した。1977年、夫のハンスが逝去したが、マーグレットは製作を継続した。1979年にはブランダイス大学（マサチューセッツ州ウォルサム）のクリエイティヴ・ライティングの教授となった。1980年からは短編映画と24冊を超える追加の『ひとまねこざる』のシリーズでアラン・シャレックと共同で製作した。
1989年、マーグレットは"キュリアス・ジョージ・ファウンデーション"という名の団体を立ち上げ、これは創造的な児童を支援することや、動物を虐待から守ることを目的にしていた。1996年、マーグレットはボストン公共図書館とベス・イスラエル・ディーコネス医療センターに巨額の寄付を行った。また、マーグレットはロンジー音楽院の長きにわたる支援者であった。

## 論文
ミシシッピ州のハッティズバーグにあるデ・グルモンド児童文学コレクションは1873～2002年付のマーグレットの論文を300箱以上保管している。。
南ミシシッピ大学の図書館学教授のレナ.Yは、1966年にデ・グルモンド児童文学コレクションについてマーグレット夫妻と対談した。その時、マーグレットは2枚のスケッチを寄付した。1996年にマーグレットが逝去すると、彼女の遺言によってマーグレット夫妻の文学的な財産がデ・グルモンドコレクションに寄贈された。